# Anton Šuljić
Anton Šuljić (Novalja, 1955.) hrvatski je katolički svećenik, teolog, novinar, književnik, likovni kritičar i kantautor. Piše i na zavičajnom čakavskom narječju te staroslavenskom jeziku.

## Životopis

### Djetinjstvo i školovanje
Rodio se je u Novalji na otoku Pagu. Srednju školu je pohađao u Pazinu. U Rijeci i Zagrebu je studirao bogoslovlje, nakon čega je za svećenika zaređen 1981. godine. Potom odlazi u Zadar, gdje je studirao i diplomirao njemački jezik i književnost te povijest umjetnosti.

### Pedagoško, pastoralno i kulturno djelovanje
Od 1986. do 1992. predaje u sjemenišnoj klasičnoj gimnaziji u Zadru i djeluje u pastoralu. Bio je tajnikom Hrvatskog instituta za liturgijski pastoral HBK u Zadru gdje uređuje liturgijsko-pastoralni list Živo vrelo, u kojem objavljuje poetske liturgijske meditacije. Od 1992. godine vicerektorom je na riječkom Bogoslovskom sjemeništu. Na riječkoj Teologiji je predavao crkvenu umjetnost, medije i njemački jezik.
Od 1999. je u Zagrebu, gdje je bio ravnateljem Informativne katoličke agencije. U međuvremenu je od proljeća 2002. pročelnikom Tiskovnog ureda Hrvatske biskupske konferencije. Nakon toga, od kraja ljeta 2006. je pomoćnikom ravnatelja u Kršćanskoj sadašnjosti. Godine 2005. i 2006. je predavao u Zagrebu sakralnu umjetnost na Teološkom fakultetu Matija Vlačić Ilirik.
Uređivao je vjerske listove Živo vrelo, Kvarnerski vez, a na radiju je uređivao emisiju Katolički vidici na Radio Rijeci. Objavljivao je meditativne tekstove na Prvom programu Hrvatskoga radija, a prije toga također i na Radio Sljemenu. Na Hrvatskom katoličkom radiju vodio je emisiju iz područja kulture. Često sudjeluje u javnim medijima. Pisao je i za crkveni i za svjetovni tisak: Kana, Globus, Iće i piće, Jutarnji list, Novi list, te za Večernji list, u kojem je imao tjednu i dnevnu kolumnu Večernji brevijar.

## Djela

### Pjesništvo
- Triptihon (1991.), sadrži pjesmu na staroslavenskom[2]
- Sidro duše (1994.)[3]
- Vjerovati radosti (1997. i 2006.), zbirka kratkih poetskih liturgijskih meditacija[4][5]
- Nedovršine (1999.)[6]
- Pinčokanje (2003.), pjesme na čakavici[7][8]
- Izabranice (2007.)[9][10]
- Pohvala riječi, piscu i knjizi, recital
- Žitije svete braće Ćirila i Metoda u desetercu, skazanje

### Radijskemeditacije
- Čavli u ogradi (2002.)[11]
- Dobri menadžer (2004.)[12]
- Križni put u riječi i slici (2005.)[13][14]
- Križni put s Alojzijem Stepincom (2005.)[15]
- Misterij časa (2007.)[16]
- Za križem Kristovim (2010.), zbirka križnih putova[17]
- Sagraditi kuću (2010.)[18]
- Radost na dnu duše (2013.)[19]
- Dodijavanje Bogu (2017.)[20][21][22]
- Josipov san: teološko-likovna interpretacija uresa kapele svetog Josipa sestara milosrdnica u Rijeci (2016.)[23][24]
- Sakralna umjetnost i beskonačno, Riječki teološki časopis 1/2018.
- Dota : odrazi kulturne Novalje (2021.)[25][26][27]

Pisao je i književne recenzije i likovne kritike (Mistika jednog, kiparstvo Zdenka Denone Dundića).

### Diskografija
- Otok Krk - kolijevka glagoljice, glazbeno-scenski prikaz (napisan na zamolbu maestra Ive Frlete)
- Meštri od sije (2010.), glazbeno-poetski recital, kantautorski CD čakavske (novaljske) šansone
- Ljudi (2013.), glazbeno-poetski recital, kantautorski CD na vlastite stihove i na stihove hrvatskih pjesnika
- Put križa (2013.), tekst za oratorij koji je skladao Ivan Žan
- Za križem Kristovim: šest križnih puteva za slušanje, molitvu i meditaciju (2014.), trostruki CD[28]
- Milosne kiše (2017.), duhovne šansone

Koncerte vlastitih šansona održao je u više gradova u Hrvatskoj (Rijeka, Zagreb, Pula, Novalja, Vrbnik, Omišalj, Tisno...) i u inozemstvu (New York, Toronto, Stuttgart...).

## Nagrade i priznanja
- 2020.: Nagrada za životno djelo Hrvatskoga društva katoličkih novinara[29]

## Vanjske poveznice
Mrežna mjesta
- Kršćanska sadašnjost  Arhivirana inačica izvorne stranice od 3. srpnja 2007. (Wayback Machine)
- Izabranice (izbor)  Arhivirana inačica izvorne stranice od 29. kolovoza 2021. (Wayback Machine), Vijenac 329/2006.
- Križni put uz Tjedan solidarnosti s Crkvom u BiH  Arhivirana inačica izvorne stranice od 29. kolovoza 2021. (Wayback Machine)
- Večernji brevijar, arhiva kolumne
- Anton Šuljič, u bazi Hrvatskog društva skladatelja